# Laguna Arrecifal
Laguna Arrecifal är en sjö i Colombia.   Den ligger i departementet Guainía, i den östra delen av landet, 600 km öster om huvudstaden Bogotá. Laguna Arrecifal ligger 101 meter över havet. Arean är 1,8 kvadratkilometer. I omgivningarna runt Laguna Arrecifal växer i huvudsak städsegrön lövskog. Den sträcker sig 2,2 kilometer i nord-sydlig riktning, och 3,1 kilometer i öst-västlig riktning.